# Paraguays damlandslag i fotboll
Paraguays damlandslag i fotboll är det damlandslag i fotboll som representerar det sydamerikanska landet Paraguay. Laget styrs av Asociación Paraguaya de Fútbol (svenska: Paraguays fotbollsförbund), och är medlem i Conmebol samt Fifa.